# Madison Lawlor
Madison Lawlor (* 4. Mai 1995 in Rapid City, South Dakota) ist eine US-amerikanische Schauspielerin.

## Biografisches
Madison Lawlor wurde als Tochter eines Arztes und einer Lehrerin geboren. Ihr Interesse an der Schauspielerei entdeckte sie, als sie für eine Rolle in dem Theaterstück A Secret Garden besetzt wurde. Anschließend ging sie für einen Sommer nach Los Angeles, um einen vertieften Einblick in die hauptberufliche Schauspielerei zu erlangen. Dies führte dazu, dass sie im Alter von sechzehn Jahren endgültig nach Kalifornien zog, um in der dortigen Entertainment-Branche Fuß fassen zu können.
Als Schauspielerin war sie bislang vor allem im Fernsehbereich tätig und wirkte in diversen Produktionen von namhaften Sendern wie Nickelodeon, Disney und TNT mit. Erwähnenswert sind unter anderem ihre Gastrollen in Jugend-Sitcoms wie Kirby Buckets (2014) und Die Thundermans (2015). Eine größere Filmrolle hatte sie außerdem 2016 in dem auf wahren Begebenheiten basierendem Drama Until Forever, in welchem sie die Freundin des an Leukämie erkrankten Hauptcharakters spielte.

## Serien und Filme
- 2011: Sober Since (Kurzfilm)
- 2012: Get Wylde (Fernsehserie, 1 Folge)
- 2013: For Abigail, Love Benjamin (Kurzfilm)
- 2013: Porsche: Swing Forward (Kurzfilm)
- 2013–2019: PBS Math Club (Fernsehserie, 9 Folgen)
- 2014: Franklin & Bash (Fernsehserie, 1 Folge)
- 2014: BlackBoxTV Presents (Fernsehserie, 2 Folgen)
- 2014: Kirby Buckets (Fernsehserie, 1 Folge)
- 2015: Die Thundermans (Fernsehserie, 1 Folge)
- 2015: Close Range
- 2015: Brush with Danger
- 2015: Saturated (Fernsehserie, 1 Folge)
- 2015: The Social Experiment (Fernsehserie, 6 Folgen)
- 2016: The Axe Murders of Villisca
- 2016: What's Eating Todd?
- 2016: Until Forever
- 2017: Birthday Bluff (Kurzfilm)
- 2017: An American Girl Story: Maryellen 1955 – Extraordinary Christmas (Fernsehfilm)
- 2017: Business Doing Pleasure (Fernsehserie, 2 Folgen)
- 2018: I'm Poppy (Pilotfolge)
- 2018: Daddy Issues
- 2018: Dear White People (Fernsehserie, 1 Folge)
- 2018: The Honor List
- 2018: Holiday
- 2018: Juicy Stories (Fernsehfilm)
- 2018: Killer Under the Bed
- 2019: The Kids Are Alright (Fernsehserie, 1 Folge)
- 2020: From the Heart – Eine zweite Chance für die erste Liebe (From the Heart, Fernsehfilm)
- 2022: Juniper
- 2023: Wait with Me
- 2023: Do Not Watch
- 2023: Casa Grande (Fernsehserie, 5 Folgen)
- 2025: God Loves the Green Bay Packers (Green and Gold)
- 2025: Tracker  (Fernsehserie, 1 Folge)